# Гужвій Яків Євменович
Яків Євменович Гужвій (Гужвий) (1885, село Хитці, тепер Миргородського району Полтавської області — ?) — радянський діяч, голова виконавчого комітету Роменської окружної ради. Член ВУЦВК.

## Життєпис
Освіта початкова.
Член РКП(б) з 1918 року.
У лютому 1926 — червні 1930 року — голова виконавчого комітету Роменської окружної ради.
До липня 1938 року — директор лісгоспу в місті Ніжині Чернігівської області.
16 липня 1938 року заарештований органами НКВС. За вироком Чернігівського обласного суду від 19 липня 1939 року за статтею 54-10 частина 1 КК УРСР засуджений до позбавлення волі на 3 роки.
Реабілітований 3 лютого 1961 року.
Подальша доля невідома.